# امبالاورو
امبالاورو (به لاتین: Ambalavero) یک سکونتگاه مسکونی در ماداگاسکار است که در واتوواوی-فیتووینانی واقع شده‌است.

## خصوصیات
امبالاورو ۱۲٬۰۰۰ نفر جمعیت دارد و ۱۴۲ متر بالاتر از سطح دریا واقع شده‌است.